# Daichi Hayashi
Daichi Hayashi  (Japans: 林 大地, Hayashi Daichi) (Osaka, 23 mei 1997) is een Japans voetballer die in het seizoen 2023/24 door Sint-Truidense VV wordt uitgeleend aan 1. FC Nürnberg.

## Clubcarrière
Hayashi begon zijn seniorencarrière bij Sagan Tosu. In 52 competitiewedstrijden maakte hij daar 14 doelpunten. In augustus 2021 maakte hij de overstap naar de Belgische eersteklasser Sint-Truidense VV, dat Japanse handen is en met Daniel Schmidt, Ko Matsubara, Daiki Hashioka en Yuma Suzuki al heel wat Japanners op de loonlijst had staan. In zijn debuutwedstrijd was hij tegen Cercle Brugge meteen goed voor het enige doelpunt van de wedstrijd.

## Interlandcarrière
Hayashi nam met zijn land deel aan de Olympische Zomerspelen 2020. Hij kreeg in de groepwwedstrijden tegen Zuid-Afrika en Mexico een basisplaats, alsook in de kwartfinale tegen Nieuw-Zeeland, de halve finale tegen Spanje en de wedstrijd om de derde plaats tegen Mexico. Japan verloor deze wedstrijd om de derde plaats, waardoor Hayashi en zijn ploeggenoten net naast het brons grepen.
1 Reichert ·
2 Villadsen ·
3 Soares ·
4 Gruber ·
5 Drexler ·
6 Flick ·
9 Tzimas ·
10 Justvan ·
14 Goller ·
17 Castrop ·
18 Lubach ·
20 Jander ·
21 Yılmaz ·
22 Valentini  ·
23 Serra ·
26 Mathenia ·
28 Antiste ·
30 Emreli ·
31 Knoche ·
32 Janisch ·
33 Seidel ·
34 Forkel ·
35 Joachims ·
36 Schleimer ·
37 Kukučka ·
38 Osawe ·
39 Ortegel ·
44 Karafiát ·
Coach: Klose